# Превентивний арешт

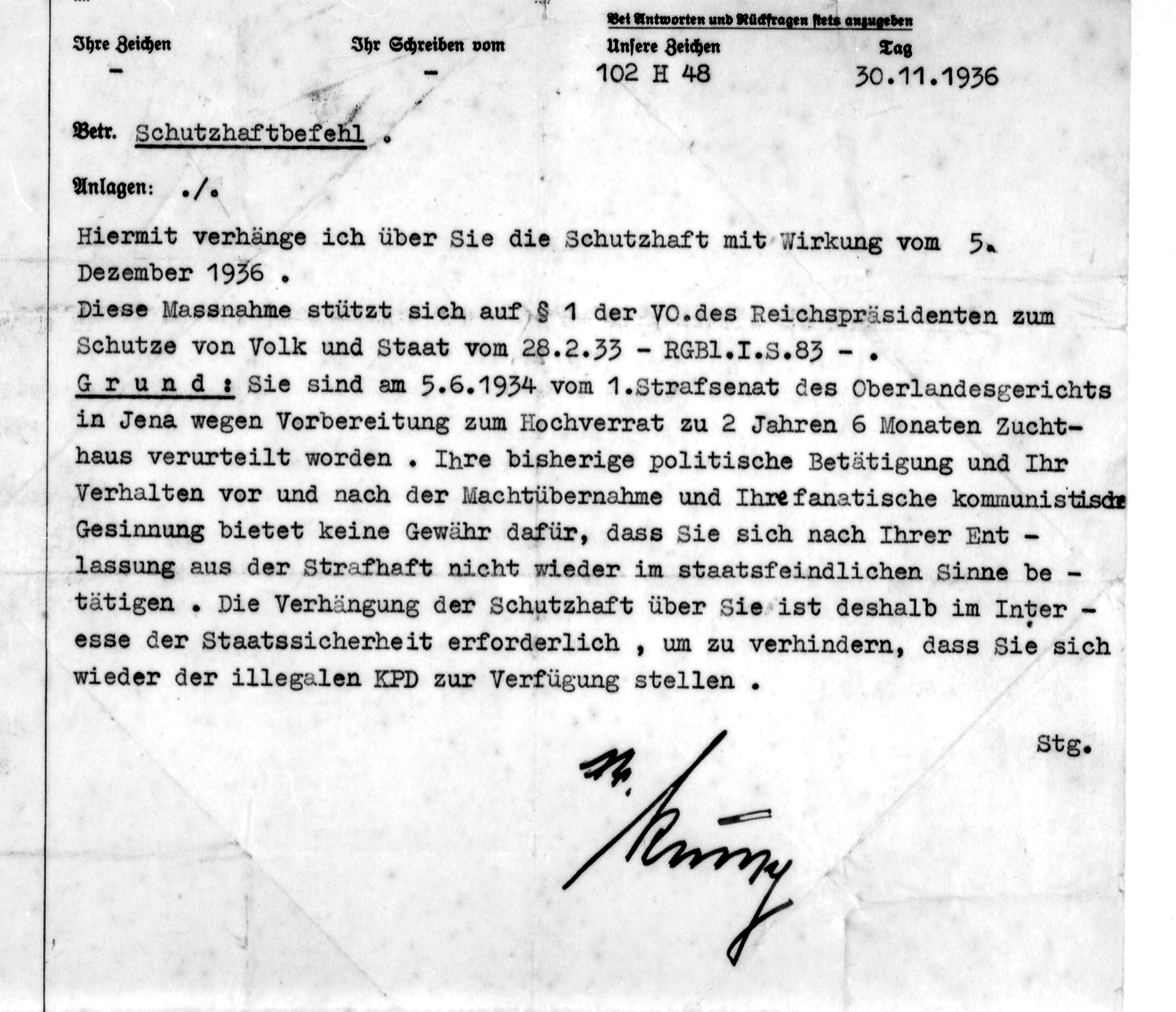
Документ гестапо про превентивний арешт людини, що сповідує комуністичні погляди

Превентивний арешт (нім. Schutzhaft) — кримінальний евфемізм що використовувався в нацистській Німеччині. Означав ув'язнення або заслання до концентраційного табору без судового рішення. Такі арешти використовувалися для масової ізоляції неугодних нацистському режиму осіб: в першу чергу під «превентивний арешт» потрапляли члени лівих політичних організацій (комуністи і соціал-демократи), а також інші особи, які не вписуються в систему світоглядів Третього рейху, в тому числі і деякі релігійні групи та конфесії (наприклад, Свідки Єгови). Далі превентивним арештам піддавалися представники національних меншин, що не відповідали поглядам расової гігієни нацистського режиму (євреї, роми, та інші).